# Harold Buckley Willis
Harold Buckley Willis född 1890 död 18 april 1962, var en amerikansk flygare, militär och arkitekt.
Willis studerade vid Newton High School, därefter fortsatte han vid Harvard College för att bli arkitekt. När första världskriget bröt ut anmälde han sig till den humanitära ambulansverksamheten i Frankrike där han belönades för sitt mod. 
När bristen på piloter i Frankrike ökade sökte han ansökte han om placering vid Escadrille Lafayette som pilot, han utnämndes till sergeant.
Under en flygning blev han nedskjuten och han förklarades död 18 augusti 1917. Det visade sig att lyckats landa flygplanet men tagits som krigsfånge bakom frontlinjen i Verdun. Han var placerad i olika tyska krigsfångeläger, strax före freden lyckades han och några andra fångar rymma. Efter en simtur över floden Rhen tog han sig åter till säkerheten bakom de franska linjerna. Under andra världskriget tjänstgjorde han i Army Air Force som major i Afrika, England och Frankrike. Han lämnade flygvapnet efter kriget som överste.
Som arkitekt har han varit delaktig i skapandet av Newton City Hall, Riverside Church i New York, Weston High School och Springfield College.